# Emil Triner

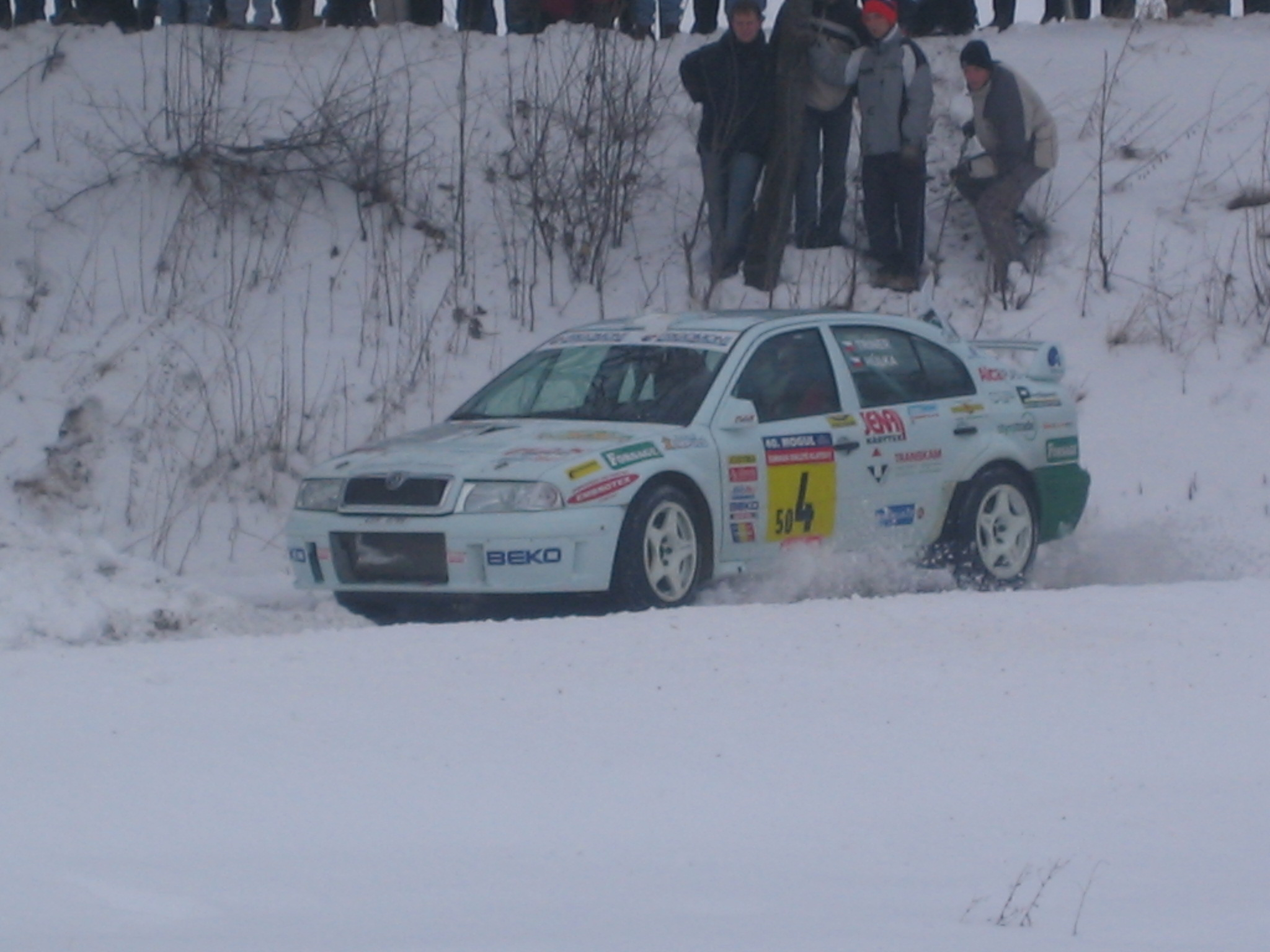
Emil Triner na Rallye Šumava 2005

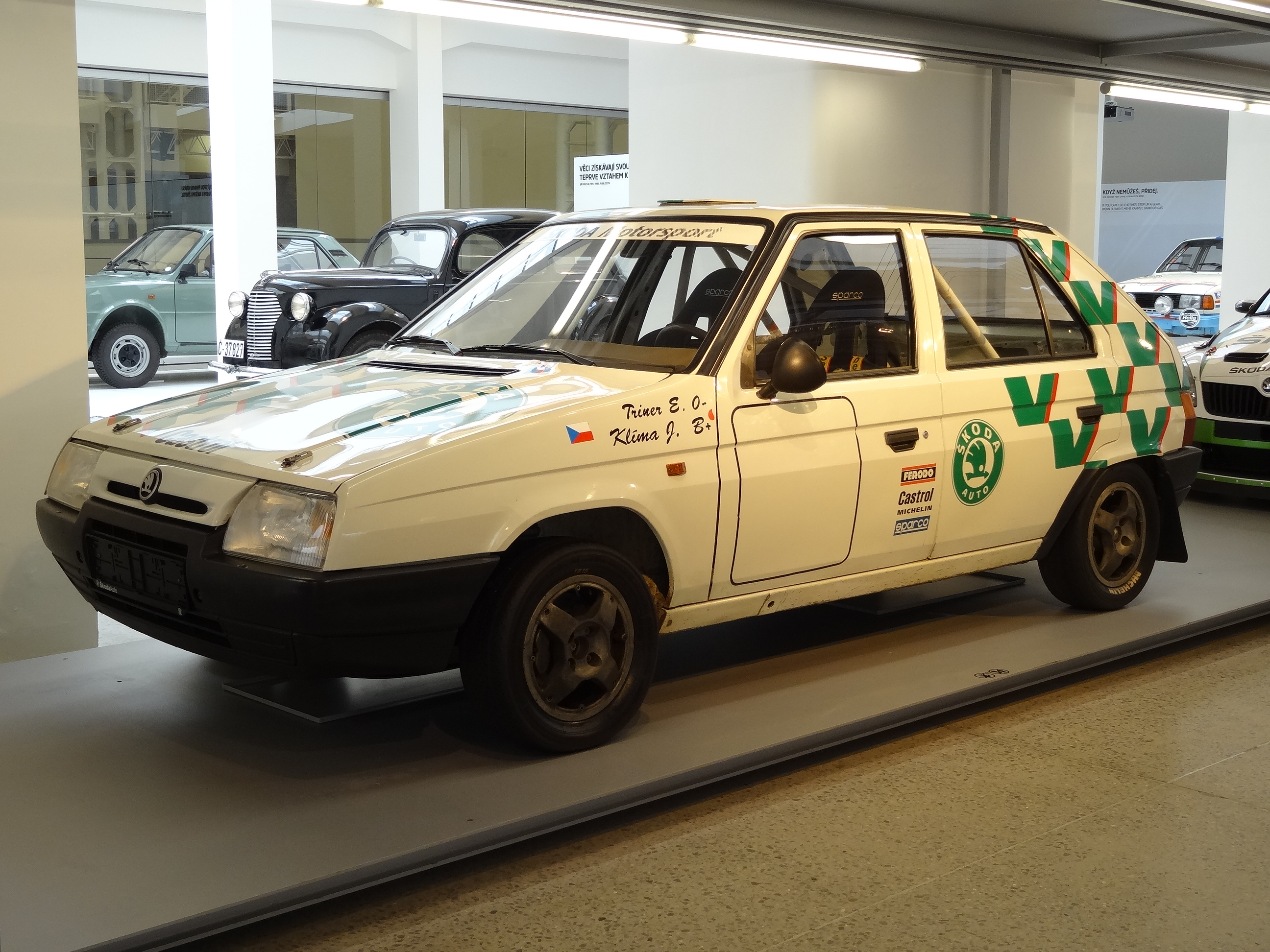
Škoda Favorit 136, Triner & Klima, Škoda Museum

Emil Triner (15. březen 1961 Toužim) je český rallyeový jezdec a mistr Evropy 1998. Na mistrovství světa skončil nejlépe třikrát jedenáctý.

## Kariéra
Závodit začal v roce 1984. V 90. letech se stal jezdcem továrního týmu Škoda Motorsport a startoval na Mistrovství světa v rallye. V týmu startoval s vozy Škoda Favorit 136 L/A Rallye, Škoda Felicia Kit Car, Škoda Octavia Kit Car a Škoda Octavia WRC. Byl absolutně devátý na Acropolis rallye 1994 a stal se mistrem Evropy ve třídě W2L pro rok 1998. Od sezony 2000 startoval soukromě v Českém mistrovství. Hned v roce 2000 se stal mistrem ČR ve Sprintrally. Během působení v českém šampionátu vystřídal vozy Nissan Pulsar GTI-R, Octavia WRC, Seat Cordoba WRC, Fiat Punto S1600, Subaru Impreza WRX STI a Škoda Fabia.

## Starty v mistrovství světa
| Sezona | Závod                   | Země               | Navigátor     | Vůz                   | Umístění   |
| ------ | ----------------------- | ------------------ | ------------- | --------------------- | ---------- |
| 1993   | Rallye Monte Carlo 1993 | Monako             | Jiří Klima    | Škoda Favorit 136 L/A | 23.        |
| 1993   | Švédská rallye 1993     | Švédsko            | Jiří Klima    | Škoda Favorit 136 L/A | 18.        |
| 1993   | Portugalská rallye 1993 | Portugalsko        | Jiří Klima    | Škoda Favorit 136 L/A | Nedokončil |
| 1993   | Acropolis rallye 1993   | Řecko              | Jiří Klima    | Škoda Favorit 136 L/A | 11.        |
| 1993   | Finská rallye 1993      | Finsko             | Jiří Klima    | Škoda Favorit 136 L/A | 25.        |
| 1993   | Rallye San Remo 1993    | Itálie             | Jiří Klima    | Škoda Favorit 136 L/A | 11.        |
| 1993   | Katalánská rallye 1993  | Španělsko          | Jiří Klima    | Škoda Favorit 136 L/A | 13.        |
| 1993   | RAC Rallye 1993         | Spojené království | Jiří Klima    | Škoda Favorit 136 L/A | 15.        |
| 1994   | Portugalská rallye 1994 | Portugalsko        | Jiří Klima    | Škoda Favorit 136 L/A | 12.        |
| 1994   | Finská rallye 1994      | Finsko             | Jiří Klima    | Škoda Favorit 136 L/A | 19.        |
| 1994   | Rallye San Remo 1994    | Itálie             | Jiří Klima    | Škoda Favorit 136 L/A | 18.        |
| 1994   | RAC Rallye 1994         | Spojené království | Jiří Klima    | Škoda Favorit 136 L/A | 22.        |
| 1995   | Švédská rallye 1995     | Švédsko            | Pavel Stanc   | Škoda Felicia Kit Car | 23.        |
| 1995   | Portugalská rallye 1995 | Portugalsko        | Pavel Stanc   | Škoda Felicia Kit Car | Nedokončil |
| 1995   | Korsická rallye 1995    | Francie            | Pavel Stanc   | Škoda Felicia Kit Car | Nedokončil |
| 1996   | Argentinská rallye 1996 | Argentina          | Pavel Stanc   | Škoda Felicia Kit Car | 16.        |
| 1996   | Australská rallye 1996  | Austrálie          | Pavel Stanc   | Škoda Felicia Kit Car | 18.        |
| 1996   | Katalánská rallye 1996  | Španělsko          | Pavel Stanc   | Škoda Felicia Kit Car | 23.        |
| 1997   | Rallye Monte Carlo 1997 | Monako             | Julius Gál    | Škoda Felicia Kit Car | 11.        |
| 1997   | Švédská rallye 1997     | Švédsko            | Karel Jirátko | Škoda Felicia Kit Car | 22.        |
| 1997   | Portugalská rallye 1997 | Portugalsko        | Karel Jirátko | Škoda Felicia Kit Car | Nedokončil |
| 1997   | Katalánská rallye 1997  | Španělsko          | Karel Jirátko | Škoda Felicia Kit Car | Nedokončil |
| 1997   | Argentinská rallye 1997 | Argentina          | Karel Jirátko | Škoda Felicia Kit Car | Nedokončil |
| 1997   | Acropolis rallye 1997   | Řecko              | Karel Jirátko | Škoda Felicia Kit Car | 18.        |
| 1997   | Finská rallye 1997      | Finsko             | Miloš Hůlka   | Škoda Felicia Kit Car | 25.        |
| 1997   | Rallye San Remo 1997    | Itálie             | Miloš Hůlka   | Škoda Octavia Kit Car | Nedokončil |
| 1997   | Australská rallye 1997  | Austrálie          | Miloš Hůlka   | Škoda Felicia Kit Car | Nedokončil |
| 1999   | Portugalská rallye 1999 | Portugalsko        | Miloš Hůlka   | Škoda Octavia WRC     | Nedokončil |
| 1999   | Acropolis rallye 1999   | Řecko              | Miloš Hůlka   | Škoda Octavia WRC     | 13.        |
| 1999   | Finská rallye 1999      | Finsko             | Miloš Hůlka   | Škoda Octavia WRC     | 14.        |
| 1999   | Rallye San Remo 1999    | Itálie             | Miloš Hůlka   | Škoda Octavia WRC     | Nedokončil |

## Seznam vítězství v MMČR
| # | Soutěž                                   | Rok  | Navigátor      | Vůz               |
| - | ---------------------------------------- | ---- | -------------- | ----------------- |
| 1 | 6. Rallye Úslava 1994                    | 1994 | Zdeněk Borůvka | Audi Coupé S2     |
| 2 | 14. Rallye Vysočina 1994                 | 1994 | Jiří Klíma     | Audi Coupé S2     |
| 3 | 26. Auto Štangl Bohemia Rallye 1999      | 1999 | Miloš Hůlka    | Škoda Octavia WRC |
| 4 | 29. Volkswagen Rallye Český Krumlov 2001 | 2001 | Miloš Hůlka    | Škoda Octavia WRC |
| 5 | 16. Horácká Rally Třebíč 2005            | 2005 | Miloš Hůlka    | Škoda Octavia WRC |